# Robert Chalmers
Robert Chalmers, 1er Baron Chalmers, né le 18 août 1858, mort le 17 novembre 1938, est un Haut-fonctionnaire (Senior civil servant) et administrateur colonial britannique. C’est aussi un indianiste reconnu, spécialisé dans les textes en langue palie et membre de la Pali Text Society.
De 1924 à 1931 il est professeur au collège Peterhouse de l’université de Cambridge.
Il est récipiendaire de plusieurs diplôme honorifiques décernés par des universités britanniques.
Il a traduit plus de 2000 textes bouddhiques du pāli vers l’anglais. Il est l’auteur d’articles et d’ouvrages publiés par la Pali Text Society et le Journal of the Royal Asiatic Society (JRAS).

## Biographie

### Enfance et formation
Robert Chalmers est né le 18 août 1858 à Stoke Newington, un quartier situé au nord-ouest de Londres, fils de John Chalmers et de Julia Mackay.
Il étudie à la City of London School de 1870 à 1877 et à l’Oriel Collège d’Oxford où il obtient le baccalauréat universitaire en lettres (BA), en 1881 et le Master of Arts (MA) (maîtrise des arts) en 1908.

### Vie de famille
Robert Chalmers se marie deux fois. Il est le père de trois enfants.
- Premier mariage. Il épouse Maud Mary Pigott en 1888. Trois enfants naissent de cette union : une fille, Mabel Chalmers (1889-1960) ; deux fils : Ralph Chalmers (en) (1891-1915) et Robert Chalmers (1894-1915)  qui sont respectivement capitaine et lieutenant de l’armée britannique, tous deux morts au combat durant la Première Guerre mondiale, à trois semaines d’intervalle. Il est veuf en 1923[2].
- Second mariage. En 1935 il épouse Iris Florence Biles, fille de sir John Biles. Aucun enfant naît de cette union[2].

### Carrière
Chalmers suit un double parcours professionnel, l’un au service de la Couronne, l’autre académique.

#### Haut-Fonctionnaire et Administrateur colonial
Après avoir obtenu le baccalauréat universitaire en lettres (BA), en 1881, il commence sa carrière au Trésor de Sa Majesté en 1882, où il gravit les échelons jusqu’au poste de président du Conseil du Trésor, qu’il occupe de 1907 à 1913, et enfin secrétaire permanent du Trésor de 1911 à 1913.
En 1913, il est nommé 21e gouverneur du Ceylan britannique, poste qu’il occupe jusqu’en décembre 1915. Cette expérience n’est pas une réussite pour lui, car en juillet 1915, il doit décréter la loi martiale connue sous le nom « Hundred days of terror under British » (Cent jours de terreur durant la période coloniale Britannique), pour réprimer un mouvement populaire opposant les communautés bouddhistes, musulmane et chrétienne, qui jusqu’alors ont toujours cohabité en bonne intelligence. Ce trouble multiculturel aurait été fomenté par de faux moines bouddhistes à la solde de l’Allemagne (nous sommes en pleine Première Guerre mondiale). Chalmers est dépassé par l’ampleur de la situation qu’il gère mal, n’étant pas préparé pour l’affronter. Il a reçu une éducation littéraire, pas militaire. C’est un bain de sang. Il est rappelé en Angleterre, pour s’expliquer devant la Commission royale chargée d’enquêter sur ces évènements, qui renvoient une image négative de l’Empire britannique.
Il est fréquemment accusé d'avoir été anti-bouddhiste. Ces accusations sont infondées, car en réalité, avant d’être nommé gouverneur de Ceylan, en 1913, il est un des membres éminents de la Pali Text Society. À ce titre, il avait déjà traduit de nombreux textes bouddhiques en anglais, à partir du pāli, langue qu’il maîtrise parfaitement. Lorsqu’il arrive à Ceylan, sa renommée en tant qu’érudit est fortement appréciée des dignitaires du bouddhisme. Une des premières cérémonies officielles qu’il préside est la remise des prix Vidyodaya Pirivena (en), du nom d’une célèbre université bouddhique de Colombo. Il prononce son discours non pas en anglais, mais en pāli, suscitant ainsi l’admiration des érudits présents.
Après le dramatique épisode de la loi martiale, il est affecté à un autre poste. Il occupe brièvement la fonction de sous–Secrétaire du lord-lieutenant d'Irlande, lord Ashby St Ledgers ou Lord Winborne, en 1916.
La même année, il devient membre du Conseil privé d'Irlande (Privy Council in Ireland), et réoccupe le poste de Secrétaire permanent du Trésor jusqu’en mars 1919,.
Le 24 avril 1919 il est créé « 1er baron Chalmers, de Northiam, Sussex de l'Est, Angleterre ».

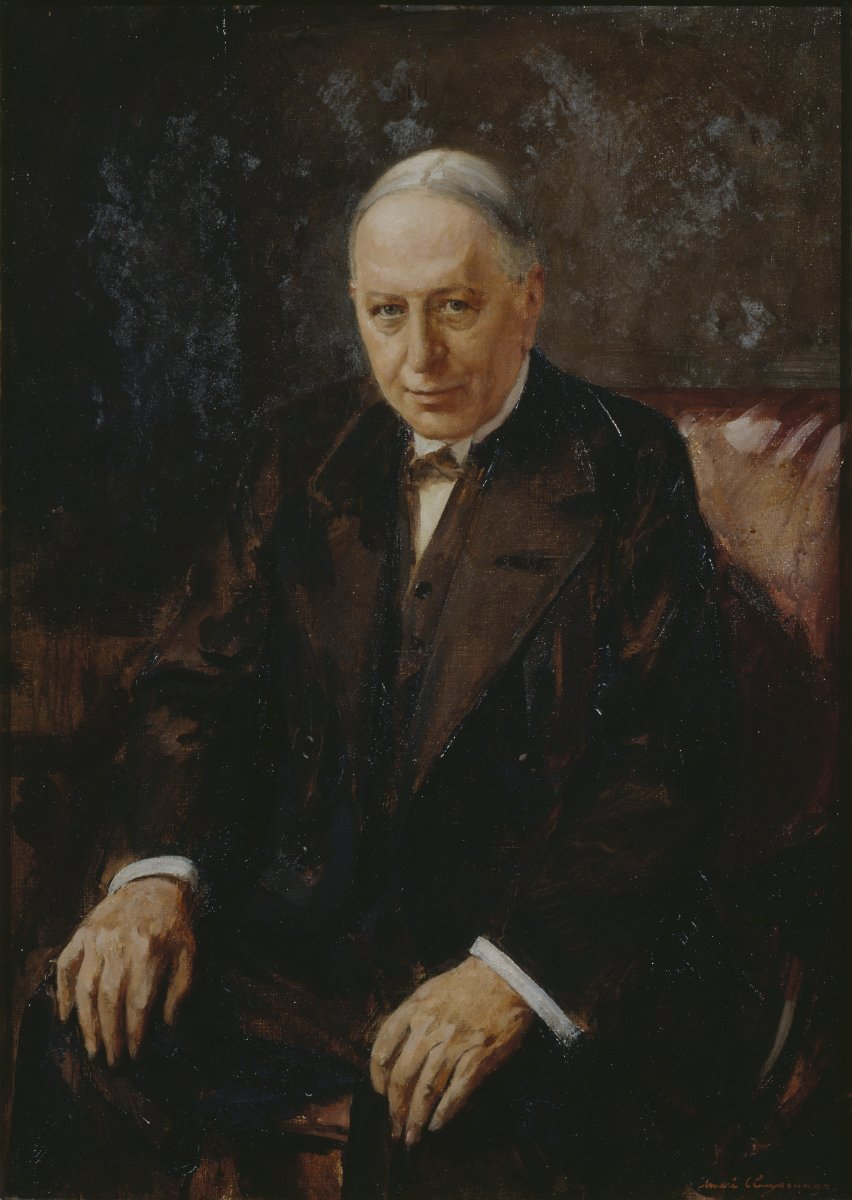
Robert Chalmers, 1st baron Chalmers, par André Cluysenaar (1872-1939). Huile sur toile, 1920.
Government Art Collection,
Royaume-Uni.

#### Indianiste
Dès le début de sa scolarité à la City of London School de 1870 à 1877, il est très attiré par les langues anciennes, notamment le grec, le latin et aussi le sanskrit ; la philologie l’intéresse également. Il complète ses études à l’Oriel Collège d’Oxford où il obtient le baccalauréat universitaire en lettres (BA), en 1881 ,,.
En 1882, lorsqu’il commence sa carrière de fonctionnaire au Trésor de Sa Majesté, il n’abandonne pas ses études classiques, car il veut parfaire sa connaissance des langues anciennes.
Ainsi assiste-t-il aux cours de pāli de Thomas William Rhys Davids, dont l’enthousiasme le séduit, et devient membre de la Pali Text Society. À partir de 1891 il publie de nombreux articles dans le Journal of the Royal Asiatic Society (JRAS), des traductions en anglais à partir du pāli de textes provenant principalement du Majjhima Nikaya.
En 1897, il fait une présentation très remarquée traitant du terme pāli Tathagata, au Onzième Congrès International des Orientalistes qui se déroule à Paris,
Sous la direction de T.W Rhys Davids, il publie entre 1895 et  1902, la première traduction en anglais du Sutta Pitaka, à partir des textes originaux rédigés en cinghalais, siamois et birman. Cette première version est révisée et enrichie et publiée par la Pali Text Society en 1926-1927 sous le titre « Further Discourses of the Buddha ».
De 1922 à 1925 il préside la Royal Asiatic Society.
En 1924, il est nommé professeur au collège Peterhouse de l’université de Cambridge et y enseigne jusqu’en 1931,.
Parallèlement il produit son ultime travail d’érudition : une traduction du Sutta Nipāta, publiée en 1932, alors considérée comme étant remarquable par son style et sa précision littéraire.
Bilan de sa double carrière
En presque quarante ans, il traduit plus de 2000 textes bouddhiques. Son érudition fait de lui un universitaire reconnu et respecté. Malheureusement, sa compétence dans ce domaine ne lui est d’aucune utilité dans son autre carrière, notamment pour gérer les émeutes de 1915, qui se sont déroulées, ironie du sort, dans l’un des pays où ont été rédigés les textes anciens qu’il a étudiés sans relâche durant la plus grande partie de sa vie.

### Mort
Son état de santé commence à se dégrader durant l’été 1938. Il meurt le 18 novembre de la même année, sans laisser d’héritier mâle. De ce fait, il est à la fois le premier et le dernier baron Chalmers.

## Travaux et publications
Il serait difficile d’établir une liste exhaustive des quelque 2000 textes bouddhiques traduits par Chalmers. Ils ont été publiés par la Pali Text Society et le Journal of the Royal Asiatic Society (JRAS). Quelques références sont données ci-après, ainsi que celles de deux textes qui ne sont pas des traductions.

### Articles
- (en) « The Parables of Barlaam and Joasaph (Les paraboles de Barlaam et Josaphat », Journal of the Royal Asiatic Society (JRAS),‎ 1891 (ISSN 0035-869X, lire en ligne, consulté le 26 juillet 2021).
- (en) « The Lineage of The Proud King (Le Lignage du Roi Fier) », Journal of the Royal Asiatic Society,‎ 1892 (ISSN 0035-869X).
- (en) « Majjhima Nikaya : 84.The Madhura Sutta concerning Caste (Le Madhura Sutta concernant le système des Castes) », Journal of the Royal Asiatic Society,‎ avril 1894, p. 341-366 (26 pages) (ISSN 0035-869X, lire en ligne, consulté le 26 juillet 2021).
- (en) « Letter from Robert Chalmers (Lettre de Robert Chalmers) », Journal of the Royal Asiatic Society,‎ 1894 (ISSN 0035-869X, lire en ligne, consulté le 26 juillet 2021).
- (en) « Majjhima Nikaya : 123. « Acchariyabbhuta-suttam », The Nativity of the Buddha (La Nativité du Bouddha) », Cambridge University Press et aussi Journal of the Royal Asiatic Society,‎ octobre 1895, p. 751-771 (21pages) (ISSN 0035-869X, lire en ligne, consulté le 26 juillet 2021).
- (en) « The Jains (Les Jaïns) », Journal of the Royal Asiatic Society,‎ 1895 (ISSN 0035-869X).
- (en) « The Tathāgata (Le Tathāgata) », Journal of the Royal Asiatic Society et Cambridge University Press,‎ janvier 1898, p. 103-115 (13 pages) (ISSN 0035-869X, lire en ligne, consulté le 26 juillet 2021).
- (en) « The King of Siam's Edition of the Pāli Tipiṭaka (L'édition du Tipitaka Pāli du roi de Siam) », Journal of the Royal Asiatic Society,‎ janvier 1898, p. 1-10 (10 pages) (ISSN 0035-869X, lire en ligne, consulté le 26 juillet 2021).

### Ouvrages
- (en) Further dialogues of the Buddha, textes of the Majjhima-nikâya (Autres dialogues du Bouddha, textes du Majjhima Nikaya), Londres, H.S. Milford (en) Oxford University Press, Collection : Sacred books of the Buddhists no 5 et 6, 1926-1927. Et aussi chez Sri Satguru Publications, Delhi, 2 volumes, Collection Bibliotheca Indo-Buddhica no 44-45, 1988. .Consulté le 26 juillet 2021.
- (en) Buddha’s Teachings being the Sutta-nipāta or Discourse-Collection, Delhi, Inde, chez Motilal Barnasidass Publishers, 1932 (réimprimé en 1997), 300 p.,  (ISBN 8120813553 et 9788120813557), [lire en ligne (page consultée le 27-7-2021)].
- (en) The Jātaka or Stories of the Buddha’s Former Births (Les Jātakas ou histoires des vies antérieures du Bouddha), avec quatre co-traducteurs : E. B. Cowell, H.T Francis, Robert Alexander Neil et W.H.D. Rouse (en). Publié à Bristol (Royaume-Uni) par la Pali Text Society, édition originale en 6 volumes, 1895-1907, réimprimé en 3 volumes en 1990  (ISBN 0 86013 260 9)[14].

### Autres
Écrits dont le sujet n’est pas le bouddhisme:
- (en) A history of currency in the British colonies (Une histoire de la monnaie dans les colonies britanniques), Londres, Printed for Her Majesty’s Stationery Office, by Eyre & Spottiswoode (Imprimé pour le Service papeterie de sa Majesté, par Eyre & Spottiswoode (en), 1893, 496 p. (lire en ligne)
- (en) Thomas William Rhys Davids 1843-1922, Londres, From the proceedings of the British Academy[Note 3]. Published by H. S. Milford, Oxford University Press, 1923 (Londres. Extrait des minutes de la British Academy. Publié par H.S. Milford (en), Oxford University Press, 1923).

## Distinctions

### Décoration
- Ordre du Bain chevalier grand-croix (GCB) en 1916[1],[15].

### Titres honorifiques universitaires
Lui ont été décernés les titres suivants,:
- Docteur en droit (Doctor of Law, LL.D) décernés par :

- Université de Glasgow, Écosse, 1913 ;
- Université de Cambridge, Angleterre, 1924 ;
- Université de St Andrews, Écosse, 1930 ;
- Fellow of the British Academy (FBA) (Mmmbre de la British Academy), 1927 ;
- Trustee of The British Museum (membre du conseil d'administration du British Museum), 1927.